# Stan wody

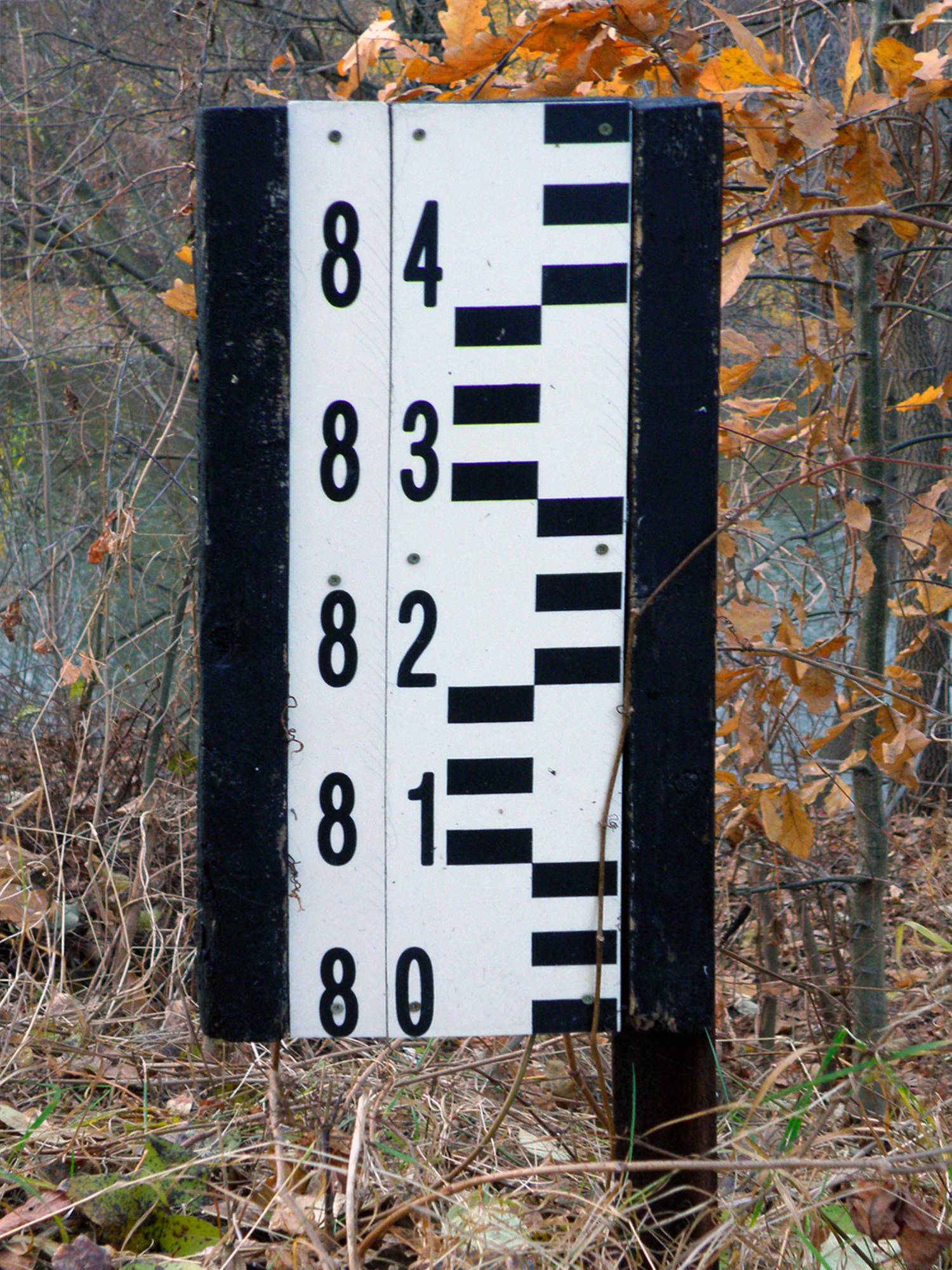
Wodowskaz na Wiśle (Warszawa)

Stan wody – wzniesienie zwierciadła wody w cieku ponad umowny poziom odniesienia (co nie jest równoznaczne z głębokością cieku). Należy rozróżnić pojęcia stan wody i poziom wody. Są to te same wielkości fizyczne, jednak podawane względem różnych odniesień. Poziomy terenu liczy się od przyjętego poziomu morza, dlatego wysokość na której znajdują się obiekty na Ziemi jest wyrażana w metrach nad poziomem morza. W Polsce sieć wodowskazowa odniesiona jest obecnie do poziomu morza w Kronsztadzie w Rosji.
Dla uproszczenia zapisu wzniesienie zwierciadła wody liczy się od ustalonego „zera” wodowskazu. Taki pomiar jest nazywany stanem wody, w odróżnieniu od poziomów liczonych względem przyjętego zera niwelacji. W praktyce zera ustalane są poniżej najniższego stanu wody w celu uniknięcia wartości ujemnych wynikających z możliwej erozji dennej pogłębiającej dno np. rzeki. Rzędna zera każdego wodowskazu określona jest w odniesieniu do państwowej sieci niwelacyjnej, dlatego też mając tę informację można wyznaczyć poziom wody.
Na podstawie wieloletnich pomiarów można określić charakterystyczny rozkład stanów wody dla danej rzeki w danym miejscu. Wyznacza się wówczas następujące strefy stanów wody:
- strefę stanów niskich,
- strefę stanów średnich,
- strefę stanów wysokich,
- stan ostrzegawczy,
- stan alarmowy.